# León Caloteto
León Caloteto (en griego: Λέων Καλόθετος; fl. 1315-1363) fue un gobernador provincial del Imperio bizantino.
Caloteto era natural de Quíos, donde es mencionado por primera vez en 1315. En ese momento, la isla era una posesión de la familia genovesa Zaccaria, que la mantenía como feudo del emperador bizantino, pero que era prácticamente un dominio independiente. En 1328, Caloteto huyó de la isla y se unió al emperador Andrónico III Paleólogo en Demótica. Juntos planearon la recuperación bizantina de Quíos. Ayudados por una revuelta de la población local y la traición de Benedetto II Zaccaria, el hermano del gobernante de la isla Martino Zaccaria, una flota bizantina recuperó la isla en 1329. Martino Zaccaria fue capturado, y Caloteto fue instalado como el nuevo gobernador de la isla.
Caloteto era un viejo amigo de Juan Cantacuceno, el mejor amigo de Andrónico III y su asesor. En consecuencia, cuando estalló la guerra civil entre Cantacuceno y la regencia de Juan V Paleólogo, fue despedido por orden de Alejo Apocauco y reemplazado con Caloiane Civo. Huyó a unirse a Cantacuceno, y es registrado en 1345 con el rango de protosebasto, como enviado al gran estratopedarca Juan Vatatzés. Reaparece en 1349, cuando fue testigo de un tratado con la República de Venecia en Constantinopla. Desde 1348 hasta 1363, fue nombrado gobernador de la Antigua Focea. En 1358, se vio involucrado en un asunto del príncipe otomano (sehzade) Halil, que fue capturado por piratas griegos y mantenido en cautiverio en Focea. Caloteto rechazó las demandas del emperador Juan V para liberar a Halil, hasta que recibió a cambio cien mil hiperpirones. En ese momento, Caloteto tenía el rango de panipersebasto.